# Lijst van spelers van Fortuna Düsseldorf
Deze lijst omvat voetballers die bij de Duitse voetbalclub Fortuna Düsseldorf spelen of gespeeld hebben. De spelers zijn alfabetisch gerangschikt.

## A
- Hans-Joachim Abel
- Ben Abelski
- Willi Abromeit
- Daniel Addo
- Yusuf Adewunmi
- Echendu Adiele
- Thomas Adler
- Per Egil Ahlsen
- Rainer Aigner
- Jörg Albertz
- Ernst Albrecht
- Werner Albrecht
- Sergio Allievi
- Klaus Allofs
- Thomas Allofs
- Valandi Anagnostou
- Jørn Andersen
- Anderson
- Marcus Anfang
- Ken Asaeda
- Majid Azzagudi

## B
- Jörg Bach
- Paul Bach
- Sven Backhaus
- Anthony Baffoe
- Thomas Bahr
- Peter Bakkers
- Heiner Baltes
- Günther Bansemer
- Oliver Barth
- Herbert Bayer
- Marc Beckers
- Klaus Beckfeld
- Kurt Beczkowiak
- Christian Beeck
- Robert Begerau
- Benno Beiroth
- Maximilian Beister
- Axel Bellinghausen
- Jakob Bender
- Charlison Benschop
- Peter Biesenkamp
- Samir Bilalović
- Werner Biskup
- Mirko Bitzer
- Michael Blättel
- Heinrich Bless
- Mario Block
- Victor Bocchino
- Pavel Bocian
- Egon Böckem
- Manfred Bockenfeld
- Dirk Böcker
- Adam Bodzek
- Dmitri Boelykin
- René Bogesits
- Rudi Bommer
- Alfred Borkenhagen
- Kurt Borkenhagen
- Paul Bornefeld
- Mile Božić
- Tomas Brdarić
- Alfred Brecht
- David Breda
- Virgil Breetveld
- Dieter Brei
- Günter Breitzke
- Theo Breuer
- Helmut Broich
- Thomas Bröker
- Lars Brøgger
- Helmut Brücken
- Karl-Heinz Brücken
- Hans-Günter Bruns
- Michael Büchel
- Oliver Bücher
- Klaus Budde
- Rainer Budde
- Andrzej Buncol
- Kurt Büns
- Michael Bunte
- Gerrit Bürk
- Gerhard Busch
- Mike Büskens
- Ladislaus Butković

## C
- Olivier Caillas
- Hamza Çakir
- Giuseppe Canale
- Marcello Carracedo
- Daniel Cartus
- Ahmet Cebe
- Pavel Chaloupka
- Marco Christ
- Christoph Chylla
- Olivier De Cock
- Claus Costa
- Martin Cupr
- Toše Ćuskarevski
- Bruno Custos
- Ryszard Cyron
- Edmund Czaika
- Gabriel Czajor
- Peter Czernotzky

## D
- Peter Dam
- Peter Dani
- Jörg Daniel
- Horst Dasbach
- Stefan Dauber
- Horst Degen
- Jürgen Degen
- Erich Degens
- Kalle Del'Haye
- Karl Delvos
- Sven Demandt
- Şenol Demirci
- Jupp Derwall
- Patrick Deuß
- Fritz Diederich
- Volker Diergardt
- Uwe Dignaß
- Igor Dobrovolskiy
- Darko Dražić
- Horst Dreher
- Heinz Düllmann
- Mike van Duinen
- Sascha Dum
- Ralf Dusend
- Arnold Dybek
- Asmir Džafić
- Janosch Dziwior

## E
- Oliver Ebersbach
- Atli Eðvaldsson
- Stefan Emmerling
- Erdal Eraslan
- Christian Erwig
- Pierre Esser
- Emrah Eyüboglu

## F
- Holger Fach
- Wolfgang Fahrian
- Christian Fährmann
- Hans Fandel
- Reinhold Fanz
- Marcus Feinbier
- Oliver Fink
- Jürgen Fleer
- Bernd Franke
- Augustine Fregene
- Hans-Jürgen Fritsch
- Gert Fröhlich
- Uwe Fuchs

## G
- Rudi Gabriel
- Maik Galakos
- Iteb Gamgoum
- Karl Garatwa
- Harald Gärtner
- Manfred Gärtner
- Hans Gassen
- Marcel Gaus
- Oliver Gensch
- Andreas Gensler
- Waldemar Gerhardt
- Josef Gesell
- Rainer Geye
- Karlheinz Giskes
- Willy Glar
- Vlatko Glavaš
- Andreas Golombek
- Karlheinz Golsch
- Rudi Gores
- Albert Görtz
- Karl Gottschall
- August Götzinger
- Dietmar Grabotin
- Helmuth Graf
- Karl Gramminger
- Martin Gramminger
- Uwe Greiner
- Herbert Gronen
- Murat Gümüstas
- Emanuel Günther
- Laurent Guthleber

## H
- Giovanni Haag
- Horst Häfner
- Hans Hägele
- Uwe Hagemes
- Kemal Halat
- Clement Halet
- Oliver Hampel
- Walter Hansen
- Harald Hardtke
- Martin Harnik
- Gerhard Harpers
- Henri Heeren
- Hans Heibach
- Christian Heide
- Sebastian Heidinger
- Stephan Heller
- Hans-Josef Hellingrath
- Leonhard Helmreich
- Alfred Henke
- Erich Henne
- Otto Herbertz
- Fabian Hergesell
- Dieter Herzog
- Fred Hesse
- Willi Hetfeld
- Antoine Hey
- Josef Hickersberger
- Georg Hochgesang
- Thomas Hoersen
- Hilmar Hoffer
- Gerd Hoffmann
- Karl Hoffmann
- Peter Hoffmann
- Herbert Hofmann
- Heinz Hohsdorf
- Max Höllriegel
- Hasse Holmqvist
- Wolfgang Homberg
- Michael Hopp
- Demir Hotić
- Hans Höttges
- Thomas Huschbeck
- Nicolaj Hust
- Joachim Hutka
- Karsten Hutwelker

## I
- Dennis Ibrahim
- Ken Ilsø
- Rudi Istenič
- Klaus Iwanzik

## J
- Mathias Jack
- Günter Jäger
- Herbert Jäger
- Werner Jakobs
- Tibor Jančula
- Paul Janes
- Daniel Janssen
- Heinz Janssen
- Henrik-Ravn Jensen
- Werner Jestremski
- Sergej Joeran
- Guido Jörres
- Ranisav Jovanović
- Thorsten Judt
- Dietmar Jung
- Frank Jurić
- Erich Juskowiak

## K
- Deniz Kadah
- René Kägebein
- Andreas Kaiser
- Ludger Kanders
- Rudi Kargus
- Bekim Kastrati
- Harald Katemann
- Andreas Keim
- Christoph Kempers
- Bruno Kern
- Heinz Kern
- Rolf Kern
- Rudi Kargus
- Jerome Kiesewetter
- Bernd Kipp
- Frank Kirn
- Engin Kizilaslan
- Wolfgang Kleff
- Wolfram Klein
- Hans Klessa
- Gerd Klier
- Marek Klimczok
- Udo Klohs
- Heinz Klose
- Bernd Klotz
- Bernhard Kluth
- Ernst Kluth
- Sebastian Kneißl
- Willi Knepper
- Georg Knopf
- Stanislaus Kobierski
- Ümit Kocaman
- Georg Koch
- Jürgen Koch
- Tobias Koch
- Robert Kocis
- Heinrich Köhler
- Franz Köhn
- Egon Köhnen
- Boris Kondev
- Marco Königs
- Werner Kopatz
- Karl Korff
- Wolfgang Koth
- Mladen Kovačić
- Enrico Kowski
- Manfred Krafft
- Felix Krahforst
- Carsten Krämer
- Hans-Georg Kraus
- David Krecidlo
- Andreas Kremers
- Werner Kriegler
- Oliver Kröner
- Kenneth Kronholm
- Hans Krostina
- Kurt Krüger
- Dirk Krümpelmann
- Tim Kruse
- Dirk Krüssenberg
- Günter Kuczinski
- Đorđe Kunovac
- Yasar Kurt
- Frank Kurth

## L
- Hannes Lalopua
- Andreas Lambertz
- Jens Langeneke
- Axel Lawarée
- Fritz Lehmann
- Heinz Lenssen
- Marek Leśniak
- Johann Lietz
- Bruno Lindackers
- Mike Linder
- Peter Löhr
- Franz Loogen
- Ralf Loose
- Víctor Lorenzón
- Markus Lösch
- Jürgen Luginger
- Assani Lukimya
- Flemming Lund
- Werner Lungwitz

## M
- Bruno Makus
- Ben Manga
- Marcus Marin
- Lucas Marzok
- Willi Marzok
- Sanshiro Matsumoto
- Jan Mattsson
- Wolfgang Matz
- Matthias Mauritz
- Heinrich Mauß
- Frank Mayer
- Werner Mayer
- Guido Mazany
- Hans Meck
- Paul Mehl
- Ulf Mehlhorn
- Walter Meining
- Michael Melka
- Ermin Melunović
- Emino Meram
- Gerd Merheim
- Willi Mertzlufft
- Peter Meyer
- Dirk Michels
- Marinko Miletić
- Frank Mill
- Stefan Minkwitz
- Heinz Mog
- Karl Möllenbruck
- Sven Mollenhauer
- Arthur Moses
- Hansi Müller
- Edvin Murati

## N
- Josef Nachtigall
- Willi Nagelschmidt
- Willi Nähle
- Sven Najemnik
- Günther Nasdalla
- Marcel Ndjeng
- Siniša Nedeljković
- Thorsten Nehrbauer
- Patrick Nettekoven
- Sven Neuhaus
- Andreas Neumeyer
- Hans Neuschäfer
- David Nielsen
- Ewald Nienhaus
- Matthias Niepenberg
- Robert Niestroj
- Willi Noth
- Jiří Novák
- Carsten Nulle
- Jussi Nuorela

## O
- Abiodun Obafemi
- Markus Oberleitner
- Torsten Oehrl
- Alex Omogie
- Pétur Ormslev
- Walter Otta
- Farid Ouass
- Kamal Ouejdide

## P
- Bernd Pajonk
- Robert Palikuća
- Darko Pančev
- Gleb Panferov
- Jürgen Papies
- Ionel Parvu
- Vladimir Pašić
- Mariano Pasini
- Helmut Paulus
- Stanislaus Pawlak
- Zvezdan Pejović
- Willi Pesch
- Marc Petrick
- Slavko Petrović
- Slobodan Petrović
- Werner Pfeifer
- Hans Pickartz
- Bruno Pionczewski
- Ionel Pirvu
- Nelson Pizarro
- Marcel Podszus
- Joel Pohjanpalo
- Gustav Policella
- Karol Praženica
- Michael Preetz
- Dennis Prostka
- Ivan Pusic
- Severino Pusić
- Aleh Putsila

## Q
- Peter Quallo
- Martin Quarz

## R
- Petr Rada
- Christian Radlmaier
- Peter Radojewski
- Jürgen Radschuweit
- Uwe Rahn
- Lothar Ratajczak
- Michael Ratajczak
- Michael Rentmeister
- Bastian Retterath
- Helmut Richert
- Horst Rick
- Leo Ries
- Gerd Riethmann
- Mike Rietpietsch
- Josef Risse
- Anthony Roche
- Thiago Rockenbach
- Werner Römer
- Michael Ronca
- Michael Rösele
- Sascha Rösler
- Dennis Rossow

## S
- Kenan Sahin
- Aboubacar Sankharé
- Franz-Josef Schäfer
- Klaus Schäfer
- Frank Scharpenberg
- Uwe Scheurer
- Dirk Schilbock
- Jörg Schmadtke
- Anton Schmidkunz
- Oliver Schmitt
- Gerd Schmitz
- Hubert Schmitz
- Lukas Schmitz
- Bernd Schniedermeier
- Frank Schön
- Helmut Schönbeck
- Frank-Michael Schonert
- Dirk Schreiber
- Christian Schreier
- Herbert Schubarth
- Jörg Schuberth
- Jürgen Schult
- Hans Schulz
- Michael Schütz
- Egon Schwan
- Helmar Schwarzbach
- Kai Schwertfeger
- Jörn Schwinkendorf
- Wolfgang Seel
- Thomas Seeliger
- Günter Sehl
- Klaus Senger
- Marc Sesterhenn
- Kujtim Shala
- Ganiyu Shittu
- Peter Sichmann
- Stephan Sieger
- Willi Simonet
- Martin Spanring
- Adrian Spier
- Jörg Spillmann
- Hermann Spölgen
- Oliver Stapel
- Julius Steegmann
- Manfred Stefes
- Bernhard Steffen
- Josef Steigleder
- Michael Steinhauf
- Hans-Jörg Stiller
- Horst Stockhausen
- Heinz Stöer
- Gerd Strack
- Hermann Straschitz
- Reinhold Straus
- Werner Streich
- Milan Strelec
- Stefan Strerath
- Rasim Suksur
- Detlef Szymanek

## T
- Igli Tare
- Samuel Taubmann
- Jan Tauer
- René Tengstedt
- Simon Terodde
- Amand Theis
- Günter Thiele
- Dean Thomas
- Tiago
- Mario Tolkmitt
- Raffael Tonello
- Sandor Torghelle
- Kurt Trautwein
- Stefan Trienekens
- Toni Turek
- Franz Tusch
- Sergii Tytarchuk

## U
- Christoph Ulrich
- Lars Unger
- Lars Unnerstall

## V
- Johannes van den Bergh
- Daniele Varveri
- Vincent Vermeij
- Rodrigo Vieira
- Werner Vigna
- Ralf Voigt
- Hans Erwin Volberg
- Ralf von Diericke
- Heinz Vossen
- Goran Vučić
- Dejan Vukadinović

## W
- Johannes Walbaum
- Thorsten Walther
- Richard Walz
- Christian Weber
- Uwe Weidemann
- Björn Weikl
- Josef Weikl
- Wellington
- Rüdiger Wenzel
- Karl Werner
- Lothar Weschke
- Willi Weyer
- Willi Wigold
- Wilfried Wilz
- Jakob Wimmer
- André Winkhold
- Bernd Winter
- Heinz Wirtz
- Jürgen Wittmann
- Rafał Wodniok
- Rudolf Wojtowicz
- Denis Wolf
- Heinz Wolff
- Franz-Josef Wolfframm
- Hans Wolters
- Dieter Wöske
- Wilfried Woyke
- Gert Wünsche
- Horst Wuttke

## Y
- Emin Yesilöz
- Francis Yonga
- Mac Younga-Mouhani
- Kozo Yuki

## Z
- Dženan Zaimović
- Kristian Zedi
- Rudolf Zedi
- Dennis Zellmann
- Gerd Zewe
- Michael Zeyer
- Herbert Zimmer
- Gerd Zimmermann
- Horst Zimmermann
- Tomislav Živić
- Zvonko Živković
- Jupp Zöllner
- Patrick Zoundi
- Felix Zwolanowski